# Tsentoroj
Tsentoroj (Russisch: Центорой, Tsjetsjeens: Хоси-Юрт) is een dorp (selo) in de Russische autonome republiek Tsjetsjenië in het district Nozjaj-Joertovski. De plaats is gelegen aan de voet van de Grote Kaukasus en had 5658 inwoners bij de Russische volkstelling van 2002.
Het dorp is de geboorteplaats van de vermoorde Tsjetsjeense president Achmat Kadyrov en zijn zoon, de huidige Tsjetsjeense premier Ramzan Kadyrov. De laatste heeft het dorp tot een bolwerk gemaakt, omringd met mijnenvelden en bewaakt door zijn zogenaamde Kadyrovtsy. Ramzan en zijn Kadyrovtsy worden door meerdere mensenrechtenorganisaties beschuldigd van ernstige schendingen van de mensenrechten en van het runnen van meerdere gevangenissen in de plaats waar familieleden van Tsjetsjeense strijders worden gegijzeld en waar op grote schaal wordt gemarteld. In juli 2019 hernoemde het parlement van de Tsjetsjeense Republiek het tot Achmat-Joertter ere van de overleden Achmat Kadyrov op basis van het besluit van de bewonersvergadering

## Geboren in Tsentoroj
- Achmat Kadyrov - Tsjetsjeens president
- Ramzan Kadyrov - Tsjetsjeens premier en zoon van Achmat Kadyrov